# Onychoprion aleuticus
La sterna aleutina (Onychoprion aleuticus, Baird 1869), è un uccello della sottofamiglia Sterninae nella famiglia Laridae.

## Sistematica
Onychoprion aleuticus non ha sottospecie, è monotipico.

## Distribuzione e habitat
Questa sterna nidifica in Siberia orientale, Alaska e sulle isole del Canada occidentale. È fortemente migratore e d'inverno si sposta in Indonesia, Singapore e Malaysia. È di passo in Giappone, Cina e Filippine, e molto raro è vederla in Gran Bretagna (Isole Farne).